# Turnabout Island
Turnabout Island (englisch sinngemäß für Umkehrinsel, in Argentinien gleichbedeutend Isla Regreso) ist eine verschneite Insel vor der Graham-Küste des Grahamlands auf der Antarktischen Halbinsel. In der Gruppe der Saffery-Inseln liegt sie 3 km südwestlich des Black Head.
Teilnehmer der British Graham Land Expedition (1934–1937) unter der Leitung des australischen Polarforschers John Rymill entdeckten und benannten sie. Namensgebend ist der Umstand, dass eine Schlittenmannschaft bei dieser Expedition im August 1935 an dieser Insel umkehren musste, nachdem sie südwestlich von ihr auf offenes Wasser gestoßen war. 